# Programme d'aide communautaire aux pays d'Europe centrale et orientale

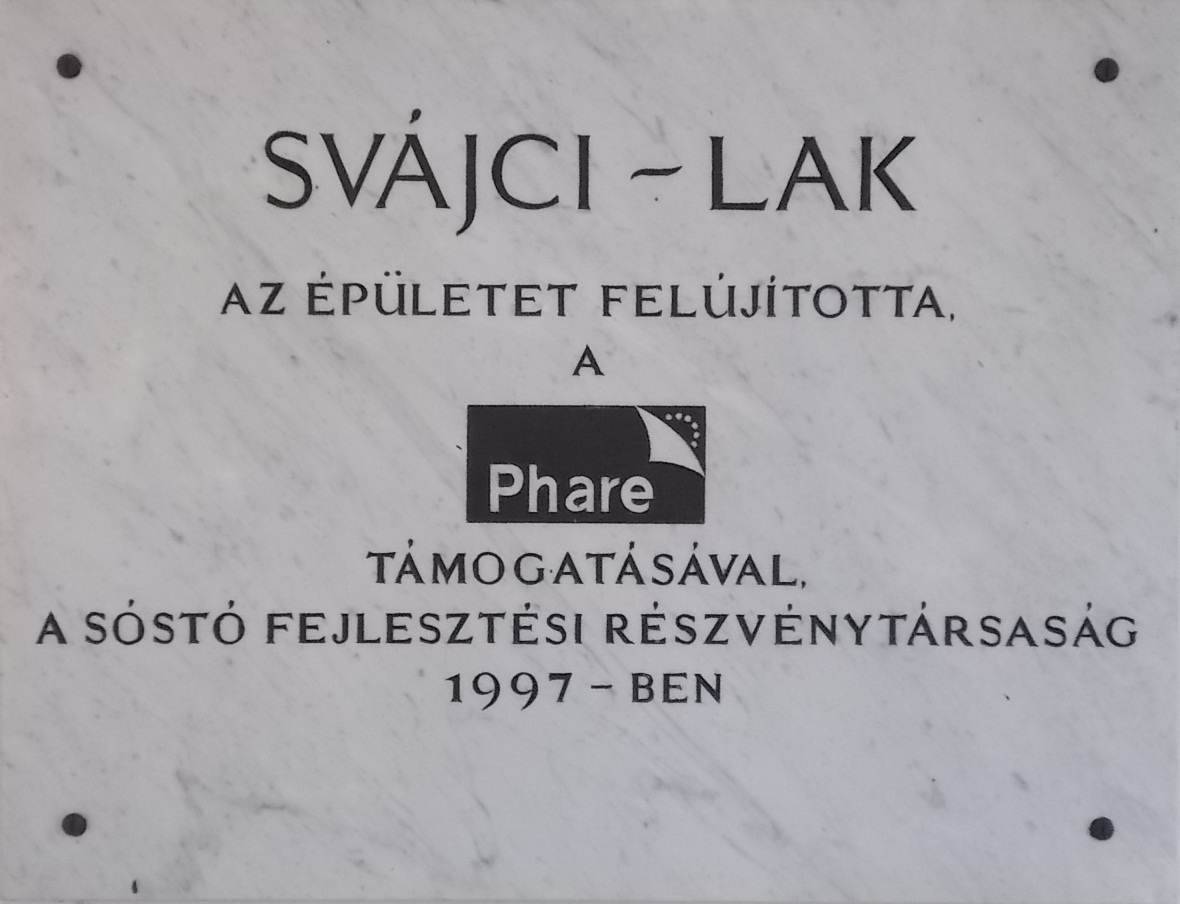
Villa suisse, aujourd'hui hôtel et restaurant, mais anciennement utilisée comme entrepôt. - Quartier de Sóstógyógyfürdő, Nyíregyháza, département de Szabolcs-Szatmár-Bereg, Hongrie.

Le programme d'aide communautaire aux pays d'Europe centrale et orientale abrégé PHARE et initialement appelé Pologne Hongrie Aide à la reconstruction économique (1989) était l'un des instruments de préadhésion financés par l'Union européenne pour aider les pays candidats d'Europe centrale et orientale (Estonie, Hongrie, Lettonie, Lituanie, Pologne, Slovaquie, Slovénie et République tchèque, ainsi que la Bulgarie et la Roumanie) dans leurs préparatifs d'adhésion à l'Union européenne. Cette coopération visait à aider ces pays dans une période de restructuration économique massive et un changement politique, il a depuis été remplacé au sein du nouvel instrument d'aide de préadhésion.

## Historique
Jusqu'en 2000, les pays des Balkans occidentaux (Albanie, Bosnie-Herzégovine, Croatie et l'ancienne République yougoslave de Macédoine) étaient également bénéficiaires du programme PHARE. Cependant, à compter de 2001, le programme CARDS (assistance communautaire pour la reconstruction, le développement et la stabilité dans les Balkans) a pris le relais.
À la suite de l'invitation à adhérer faite lors du Conseil européen de Copenhague de 1993 aux pays d'Europe centrale et orientale, les actions du programme PHARE ont été réorientées vers cet objectif, notamment par un accroissement marqué de l'aide aux investissements d'infrastructure. 
L'accent sur le soutien à l'adhésion a été mis en place à compter de 1997, en réponse au lancement du Conseil de Luxembourg du processus d'élargissement qui a abouti en 2004 et 2007. Les fonds du programme PHARE ont été entièrement focalisés sur les priorités de pré-adhésion définies dans les feuilles de route et les partenariats pour l'adhésion. 
Le Programme national pour l'adoption de l'acquis communautaire est le calendrier du pays candidat pour la préparation à l'adhésion. Il évalue le calendrier et le coût des mesures nécessaires pour préparer le pays à l'adhésion et les implications pour les ressources humaines et financières.

## Objectifs
Les objectifs sont les suivants :
- renforcement des administrations publiques et les institutions en vue de leur fonctionnement efficace à l'intérieur de l'Union européenne ;
- promotion de la convergence avec la législation de l'Union européenne (acquis communautaire) et réduction des périodes de transition,
- promotion de la cohésion sociale et économique.

Ces orientations ont été affinées en 1999 avec la création des programmes SAPARD (développement agricole rural) et ISPA (projets d'infrastructure dans les domaines de l'environnement et des transports) permettant à PHARE de se concentrer sur ses priorités clés qui n'étaient pas couvertes par ces domaines.

## Sources

## Compléments